# Andy Burrows
Andrew William Burrows, detto Andy (Winchester, 30 giugno 1979), è un cantautore e polistrumentista britannico.

## Carriera
Dal 2004 al 2009 è stato il batterista del gruppo Razorlight.
Nel 2008, quando era ancora membro del gruppo anglo-svedese, ha pubblicato il suo primo album da solista The Colour of My Dreams.
Nel 2009 è diventato batterista del gruppo indie rock statunitense We Are Scientists.
Dopo l'addio al progetto Razorlight, ha diffuso un album inciso con un gruppo personale chiamato I Am Arrows. Il titolo del disco, uscito nell'agosto 2010, è Sun Comes Up Again.
Nell'ottobre 2012 è uscito il suo secondo album da solista Company.
Ha lavorato tra gli altri con Tom Smith degli Editors in duo nel progetto Smith & Burrows, con Delilah per il suo album d'esordio From the Roots Up (2012) e con il compositore Ilan Eshkeri per la colonna sonora di The Snowman and the Snowdog (2012).

## Discografia
- 2008 - The Colour of My Dreams
- 2010 - Sun Comes Up Again (con I Am Arrows)
- 2011 - Funny Looking Angels (con Smith & Burrows)
- 2012 - Company
- 2014 - Fall Together Again